# Gʻallaorol
Gʻallaorol (uzb. cyr.: Ғаллаорол; ros.: Галляарал, Gallaarał) – miasto we wschodnim Uzbekistanie, w wilajecie dżyzackim, siedziba administracyjna tumanu Gʻallaorol. W 1989 roku liczyło ok. 16,5 tys. mieszkańców. Ośrodek przemysłu materiałów budowlanych.
Miejscowość otrzymała prawa miejskie w 1973 roku.